# Villers-sur-Trie
Villers-sur-Trie är en kommun i departementet Oise i regionen Hauts-de-France i norra Frankrike. Kommunen ligger i kantonen Chaumont-en-Vexin som tillhör arrondissementet Beauvais. År 2018 hade Villers-sur-Trie 324 invånare.

## Befolkningsutveckling
Antalet invånare i kommunen Villers-sur-Trie
| Referens: INSEE |